# Gossuin d'Anchin
Pour les articles homonymes, voir Gossuin.
Saint Gossuin d'Anchin (Gossuinus), né vers 1085 et mort le 9 octobre 1165, est un religieux français, bénédictin depuis l'année 1113, et abbé de l'abbaye Saint-Sauveur d'Anchin en 1130 ou 1131 .

## Biographie

### Enfance
Élevé dans des principes de piété, son enfance avait été nourrie de saintes pratiques et fut marquée par la prédication d'une femme qui lui prédit qu'il serait un jour prélat ou abbé, et qu'elle l'avait reconnu grâce à la cicatrice blanche et ronde qu'il portait au menton. Ces paroles le frappèrent et furent pour lui un avertissement de sa destinée et une sauvegarde tutélaire dans la vie

### Études à Paris
Excellent élève, il avait acquis une grande supériorité sur ses condisciples, et arrivé à l'adolescence ses parents l'envoyèrent à Paris pour étudier la philosophie et il passa bientôt pour un maître dans le maniement de la dialectique, sans pour autant ne rien négliger des Saintes Écritures.
En 1110, Gossuin est élève à l'école que Pierre Abélard a ouverte dans le cloître de l'abbaye Sainte-Geneviève de Paris et que fréquente un très large et nombreux public avide d'entendre son éloquence. Dans son enseignement, Abélard s'en prend aux dogmes de la Sainte Trinité et à quelques autres. Certains poussaient Gossuin à débattre avec l'écolâtre Abélard, que lui, docteur en théologie et en philosophie, ne supportait plus d'entendre les hérésies. Il fut dissuadé par son ami Josselin de Vierzy Jostenus de combattre ce champion de la scholastique.
Gossuin alla trouver Abélard et lui demanda de pouvoir argumenter contre ses vues. Après avoir objecté sur la jeunesse de son interlocuteur, ses disciples le convinrent de débattre s'il ne voulait pas faillir à son honneur. Après avoir ainsi échangé, Abélard du reconnaître que ce qu'il avait avancé n'était pas conforme aux lois de la saine raison. Gossuin fut ramené par les étudiants présents en triomphateur à sa maison.
Pendant cette scolarité à Paris, Gossuin subvenait généreusement aux besoins des pauvres. Puis après avoir complété son éducation et ses connaissances dans les sciences, la philosophie, et les lettres en tous genres, il regagna sa ville natale.

### Retour à Douai, premières années au monastère d'Anchin
Aussitôt arrivé, il y fut muni d'un riche canonicat dans le chapitre de la collégiale Saint-Amé de Douai. Mais il aspirait à la solitude et on pouvait le voir tous les jours dans cette église à genoux prosterné devant le maître-autel.
Éclairé par ses prières, il entra, après avoir eu de pieux entretiens avec des moines de l'abbaye, dans la communauté de Saint-Sauveur d'Anchin qui était alors célèbre pour sa discipline et la régularité de sa vie monastique. Mais après avoir lutté contre les artifices et les séductions de son siècle : les désirs d'une gloire retentissante, les applaudissements de la jeunesse des écoles, les belles-lettres, le bruit de la faveur et l'attrait des richesses, alors qu'il s'apprêtait à partir, il fut retenu par un événement soudain. Comme son maître Hameric, qui fut son précepteur dans ses jeunes années, le sollicitait pour retourner aux gymnases de Paris, celui-ci mourut et Gossuin comprit qu'il devait se retirer dans la vie monacale. Mais s'attardant à la lecture d'un livre sur Priscianus, qu'Axon, célèbre professeur des sciences physiques, lui avait envoyé pour le traduire, c'est son frère Bernard qui lui remit en mémoire le projet de rentrer tous deux au monastère.
L'abbé Alvise les reçut, et Gossuin fut pour la communauté un modèle de conduite, passant son temps entre le travail, la prière et la méditation. Après une année de probation, il fut ordonné prêtre, puis bientôt son zèle ardent et sa prudence le firent appeler aux fonctions de quart-prieur, puis de tiers-prieur. Grâce à son équité et son habileté, le monastère acquit une grande célébrité et lui-même une renommée que les abbés alentour souhaitait avoir dans leur monastère pour diriger les frères. L'abbé Alvise consentit à ce que Gossuin aille rétablir la règle de saint Benoît dans l'abbaye de Crespin aux mœurs relâchées. Ce dernier partit muni des Œuvres de saint Grégoire et réforma rapidement cette abbaye. Alvise le rappela rapidement, envoyant son frère Bernard à sa place. Mais Nicolas Ier, l'abbé de l'abbaye Saint-Pierre de Corbie
(1097-1123), demanda à son tour la venue de Gossuin, ce qu'Alvise finit par consentir.
Il fut ensuite sollicité pour reconstituer la célèbre abbaye Saint-Remi de Reims, et lorsqu'il eut ramené ce monastère à sa splendeur passée, Alvise l'institua prieur claustral d'Anchin et son frère Bernard devint maître des novices, avec fonction de recevoir la confession des religieux, mais fut ravi trop tôt à la tendresse de ses frères.
L'influence de ses exemples pieux et vertueux le rendirent encore plus vénérable en France, en Belgique et dans les contrées éloignées. Les religieux de l'abbaye Saint-Pierre-aux-Monts, proche de Châlons-sur-Marne, supplièrent Alvise de leur donner Gossuin pour abbé, en même temps que ceux de l'abbaye Saint-Pierre de Lobbes. Mais sur ces entrefaites, et selon le témoignage de Sigebert, l'évêque d'Arras Robert Ier (115-1131) mourut, et Alvise fut appelé à le remplacer, et avant de prendre son poste, il s'était déclaré, ainsi que les frères d'Anchin, pour que Gossuin lui succède.

### Abbatiat
Son biographe, moine dans son abbaye, sous sa prélature, nous dit qu'une fois à la tête de l'abbaye Saint-Sauveur en 1131, il continua ses jeûnes et ne relâcha rien des exercices qui conduisent à la perfection de la vie cénobitique.
On le dit homme humble et silencieux, grave en toutes choses, ayant des manières dignes, et d'une grande noblesse, bel esprit dans un corps parfait, de stature moyenne, voire petite. Blond dans sa jeunesse, il était devenu pratiquement chauve et les cheveux blanchis avec l'âge. Ses yeux étaient vert-bleu, son nez étroit à sa racine descendait un peu au-delà des limites des narines. Sa bouche était petite et gracieuse, et ses lèvres n'étaient ni trop épaisses, ni trop serrées, son menton  ni trop saillant, ni trop obtus, portait une barbe blanche.
Meneur d'hommes, il savait être bon, mais ferme et sévère envers les esprits retors. Il parlait bas et lentement, n'élevant la voix que pour donner des instructions ou gourmander les coupables d'une parole véhémente.
Il était toujours le premier à montrer l'exemple pour toutes les vertus et pratiques religieuses à ce point que personne ne doutait plus qu'il avait dépassé depuis longtemps les douze degrés d'humilité de la règle de saint Benoît. Il mangeait dans des écuelles de bois au réfectoire avec les moines, et dormait dans le dortoir commun, passant une bonne partie de la nuit en prières. 
Ce religieux était en haute estime et en grand honneur auprès des puissants de son siècle. Philippe d'Alsace, comte de Flandre et de Vermandois, le vénérait comme son père.
Tout jeune abbé, il assiste le 19 octobre 1131, en compagnie de son ami Bernard de Clairvaux, au concile de Reims que préside le pape Innocent II.
En 1136, au début de sa prélature fut rédigée une charte chirographe dans son abbaye.
En 1140, il est occupé à la réforme de l'abbaye Saint-Médard de Soissons, lorsque le 26 mai 1140, s'ouvre le concile de Sens, et quelques jours plus tard il se voit confier par Bernard de Clairvaux, la charge de Pierre Abélard condamné ce même jour à rentrer dans la droite ligne de la voie catholique. Après avoir reçu avec bienveillance cet ancien adversaire, il doit le menacer de la justice disciplinaire de l'ordre pour le faire se soumettre aux prescriptions de la règle de saint Benoît.
Malade, il trouva dans cette abbaye la guérison « miraculeuse » en invoquant son cher patron saint Grégoire, puis reprit avec ardeur la réforme de l'abbaye qu'il quitta une fois celle-ci accomplie. En 1148, Gossuin assista avec saint Bernard de Clairvaux au concile de Reims présidé par le pape Eugène III. C'est lors de ce séjour à Reims qu'il obtint du pape des lettres assurant à son abbaye la libre possession du prieuré Saint-Sulpice de Doullens, et Gérard, évêque d'Amiens, remit à l'abbé tous les biens de ce prieuré. À cette occasion, le pape assura les revenus de l'église d'Anchin, lui adjugeant à nouveau le prieuré  Saint-Machut, ainsi que l'autel d'Esclenaï. Le concile terminé, le pape retint Gossuin et Bernard en son conseil privé, et décida à la suite de mettre Engerrand, l'abbé de l'abbaye de Marchiennes, à la tête de l'abbaye Saint-Médard de Soissons. Il demanda également à Gossuin de réformer l'abbaye Saint-Corneille de Compiègne qui y envoya des moines. 
À la fin de sa vie, sentant sa mort prochaine, il se prépara  par des jeûnes et des oraisons à quitter cette terre, annonçant dans la joie son prochain départ à ses frères attristés. Il mourut le 9 octobre, jour de la fête de saint Denis et jour anniversaire de la dédicace de l'église d'Anchin. Il fut inhumé le lendemain en présence d'une foule considérable qui était venu là pour l'anniversaire de la dédicace de l'église. Il fut enseveli à la droite du presbytère de la basilique de la Vierge Marie, dans le mur.
Gossuin, disciple bien-aimé de Bernard de Clairvaux, contemporain et vainqueur d'Abélard, fut un des hommes les plus savant de son temps, qui institua une école d'enluminure de manuscrit dans son abbaye.